# 雷蒙德 (南达科他州)
雷蒙德（英語：Raymond），是美国南达科他州下属的一座城市。根据2010年美国人口普查，该市有人口48人。论人口在本州排行第277。